# Delassor murus
Delassor murus är en insektsart som först beskrevs av William Edward China och Myers 1934.  Delassor murus ingår i släktet Delassor och familjen spottstritar. Inga underarter finns listade i Catalogue of Life.